# Balilla x Sollana
Balilla x Sollana, també conegut com a Secretari, és una varietat d'arròs obtinguda per encreuament de les varietats Balilla i Sollana al Centre d'investigació d'arròs de Sueca en 1960. En 1966 ja es cultivava amb esta varietat el 40% de la superfície arrossera de l'estat.
Les seues característiques són semblants a l'arròs Bomba, tot i que és més econòmic. Actualment el seu cultiu ha estat substituït per noves varietats, com l'Albufera o variants del Sénia com el J. Sendra i semblants, de millor rendiment, tot i que a Calasparra (Múrcia) encara s'utilitza esta varietat de manera generalitzada.